# Cassafroneta
Cassafroneta là một chi nhện trong họ Linyphiidae.